# 13543 Butler
13543 Butler eller 1992 AO2 är en asteroid i huvudbältet som upptäcktes den 2 januari 1992 av Spacewatch vid Kitt Peak-observatoriet. Den är uppkallad efter konstnären John Christopher Butler.
Asteroiden har en diameter på ungefär 5 kilometer.